# Udipur
Udipur (nep. उदिपुर) – gaun wikas samiti w zachodniej części Nepalu w strefie Gandaki w dystrykcie Lamjung. Według nepalskiego spisu powszechnego z 2001 roku liczył on 623 gospodarstw domowych i 2806 mieszkańców (1475 kobiet i 1331 mężczyzn).